# 楊金虎
楊金虎（1898年8月26日—1990年7月12日），台灣醫師、政治人物，曾為日治臺灣民眾黨、中國民主社會黨黨員。出生於臺南市歸仁區。曾任國民大會代表、高雄市市長。

## 早年生平
楊金虎出生於今臺南市歸仁區，父親楊眼，字仁和，為歸仁望族。楊金虎為家中三男。
楊金虎先後畢業於關廟公學校及臺南第二公學校，之後於大正四年（1915年）考進臺灣總督府醫學校（台灣大學醫學院前身），並且於大正九年（1920年）畢業。之後楊金虎曾經於關廟公醫館行醫。
大正十四年（1925年），楊金虎考進日本醫科大學專門部四年級，大正十五年（1926年）畢業取得醫專文憑回到台灣，並且辭去公醫職務，轉往高雄自行開業，5月1日租下林迦與黃慶雲在新興街之店鋪開業。昭和六年（1931年），楊金虎開設仁和醫院。

## 參與政治
臺灣文化協會成立後，在高雄的活動主要以任職於臺灣倉庫株式會社的楊振福及工會主席黃賜為主，楊金虎來高雄後，楊振福就常與楊金虎接觸。昭和二年（1927年）楊金虎加入林獻堂、蔣渭水所領導的臺灣民眾黨，同年11月臺灣民眾黨高雄支部成立後，楊金虎出任常務委員、:376及政治委員會委員等職。:387
昭和十年（1935年），楊金虎參加州庄選舉，以第二高票（417票）當選民選高雄市會議員，也是臺籍議員中最高票者。:1881939年成功連任。
皇民化運動時期，楊金虎在回憶錄坦承於大戰末期面臨日本政府監視、製造冤獄事件，其出診時也常受日本憲兵隨後臨檢，被迫加入皇民奉公會，出任生活部長。也成為戰後郭國基以此為由，不讓楊金虎加入國民黨。:236-239:188
第二次世界大戰後國民政府接收台灣，楊金虎出任三民主義青年團幹事。
1947年二二八事件爆發，楊金虎曾遭到國民政府軍逮捕。
1947年11月，楊金虎當選臺灣省高雄市選出之第一屆國民大會代表。1948年楊金虎加入中國民主社會黨。1949年出任高雄區合會儲蓄公司董事長，但是1950年由於公司倒閉，而被判處有期徒刑3年，入獄1年餘後獲假釋。
1954年，楊金虎參加第二屆高雄市長選舉，以50,118票敗給競選連任的現任市長謝掙強（70,325票）。此後楊金虎仍屢敗屢戰，1957年楊金虎獲民社黨提名參選第三屆高雄市長選舉，對上國民黨提名的議長陳武璋。陳武璋在選舉中獲得「臺南派」及外省派、大部分在地派支持；而楊金虎只獲得澎湖派、部分在地派及不滿國民黨的選票支持，最終楊金虎以47,138票敗給了陳武璋獲得的86,409票，也是三屆市長選舉以來差距最大的一次。:412
1960年第四屆高雄市長選舉，楊金虎一度有意角逐，唯最終退出選舉。1964年第五屆高雄市長選舉，楊金虎捲土重來，對上競選連任的現任市長陳啓川。然而在出黨外的李源棧、簡秋桐角逐下，分散黨外票源。本屆選舉楊金虎只獲得44,436票（28.48%），敗給陳啓川的96,451票。更是三次參選市長選舉中得票數最低的一次。

## 高雄市市長
1968年第六屆高雄市長選舉中，楊金虎再獲民社黨提名參選，對上獲國民黨提名的前市長陳武璋。當時楊金虎年已七十一歲，受到矚目。楊金虎本屆選舉中獲得所謂「四大金剛」－電台說書賣藥的陳天龍、賣天然洗潔精的議員林景元、律師蘇秋鎮及政治大學法律系畢業的莊文樺－助選，莊文樺自1968年1月幫朋友洪照男競選高雄市議員，以精彩助選使黨外的洪照男順利當選，使洪照男的伯父洪水波對他十分欣賞，遂推薦給楊金虎。:25-26莊文樺於3月1日赴瀨南街165號楊金虎仁和醫院，為其撰稿文宣。以「廉頗七十，能食斗米；太公八十，滅紂興周。金虎年雖古稀，正是人生的開始，書生報國，未為晚也」為聲明。:27-29雖然莊文樺一度受到楊金虎不予重用而負氣離去。然而在洪水波斡旋及楊金虎外甥林俊宏力荐下，莊文樺終於受楊金虎所托，負責文宣部門。:34-49
楊金虎在莊文樺等人幫助下，以辦理七十場的街頭演說會，避免打組織戰，而重宣傳戰提高選戰熱度。:91早在本次選舉之初楊金虎即遇到金錢攻勢，傳出楊氏受到一百五十萬收買換取其不角逐選戰的傳言，:67遭到楊氏拒絕。:167選戰中楊陣營則受到執政當局及媒體打壓，包括高雄煉油廠出現行政不中立，禁止楊金虎拜票的情形。4月16日楊金虎選傳車在興德戲院旁中華大樓前（三鳳宮）舉行街頭演講時，還出現附近宿舍的四層樓頂有人丟出磚塊石頭、砸傷楊陣營助選員的事件，使楊陣營送受傷者到市區蔡外科急診。隨後楊金虎與陳武璋陣營互控雙方不擇手段行為卑鄙、以及自導自演「苦肉計」。:143-144丟磚塊事件發生當晚，莊文樺就要求林俊宏至機車行訂購五頂塑膠頭盔，四頂漆紅由「四大金剛」配戴、一頂漆白由楊金虎配戴。莊文樺指出當4月17日起楊金虎配戴白色頭盔、手擦眼淚出現後，又提高了市民同情的心理。:144-145而以往曾抨擊他的省議員郭國基也在本次選舉中相助，並自掏腰包在報上登聲明為其辯護；選戰對抗最激烈之時，出現楊金虎陣營通知第三信用合作社準備現款三十萬元，言明要小額鈔票。顯示楊金虎準備用上買票的手法的謠言。對此楊金虎派出宣傳車公開宣布：只要誰能提供買賣實證，不管買賣哪方，楊金虎都願付出新臺幣三十萬的獎金。最終使謠言不攻自破。:67
陳武璋雖獲得國民黨副秘書長謝然之坐鎮指揮，卻出現「輔選方式」錯誤、助選人員欺上瞞下的情況，連輔選單位都收到陳武璋聲勢上漲的情報，加上報紙一面倒說盡陳武璋好話。:79使陳武璋陣營以為將勝選，到了開票當晚六點謝然之還向中央報告陳武璋將大贏楊金虎兩萬票。 :9在4月21日開票當晚，由於一開始先開出的票箱，陳武璋票數一路領先。不到八點陳家大門前就鞭炮聲不停。然而到了九點以後，發現楊金虎票數後來居上，十點時楊氏票數確定超過陳武璋。陳武璋競選總部只好尷尬的關燈熄火，不再統計票數。:119-120承認了陳武璋的敗選。
反之楊金虎陣營在十點以後，見大勢底定，四度競選終於有成功的一天。楊金虎在興奮之餘立即驅車前往市府的開票中心，以八字形步伐走上樓梯，臉上綻放微笑，向計票中心的人群打招呼，並向電台記者發表當選談話。此時他的票尚未開完。:120最後楊金虎以129,162票意外擊敗陳武璋97,363票，以70歲高齡當選第六屆高雄市長。
楊金虎在市長任內，一度將壽山及愛河改名為「萬壽山」及「仁愛河」，被批評為獻媚於當權者（蔣中正及宋美齡）引起自毀立場的批評。而由於涉及市府顧問洪劍鋒「賣官鬻爵」案，在市長卸任後隨即遭收押偵辦，一審被處有期徒刑5年，上訴中因病保外就醫，直到1990年楊金虎病故官司都尚未定讞。

## 個人生活與家族
- 楊金虎元配林玉華出身楠梓望族，畢業於臺北第三高等女學校，為庄長林土城次女。與楊金虎育有二子四女，1969年逝世。[12]林玉華逝世後，楊金虎在家人介紹下舉辦徵婚，最後與出身風塵的陳彩鳳交往。[10]:17並不顧家人反對於1971年6月12日以74歲年齡迎娶47歲的陳彩鳳，留下「寧願娶婊為妻，不願娶妻為婊」此一名言。[10]:18
- WABC-TV 紐約記者Lucy Yang是楊金虎孫女。

## 其他
- 記者謝有用（曾任高雄市議員）曾回憶二二八事件發生後他被抓到陸軍服務社，在那遇見楊金虎。隔日審問時軍方宣稱楊金虎「私藏武器」，並拿竹棍打楊金虎。楊金虎對憲兵說「蔣主席在勝利前夕發表演說要對敵人以德報怨...現在外省同胞糟蹋本省同胞，本省人被外省人欺侮，居然是以『竹』報怨」（臺語德、竹同音），結果憲兵對他說「楊先生，你不要『竹』，換『柴』的！」就拿日軍遺留下的木槍槍托將其打到全身腫脹，當晚無法仰睡或臥睡，只好趴著睡到天亮。[13]:193-194
- 1968年高雄市長選舉時，時年七十一歲的楊金虎遭到國民黨以其太老無法勝任市長攻擊。對此楊金虎回應：棺材是裝死人的，不是裝老人的。況且他也沒比蔣總統老。可見其口才凌厲。[6]:91-92

## 脚注
1. ↑  第一高票者為在地日商高木拾郎，獲449票。
2. ↑  二二八事件後，國府的報告宣稱郭國基曾任皇民奉公會高雄州幹部，然而國府此份報告之動機，也值得玩味。

## 外部連結
- 二二八事件前後高雄臺籍社會領導階層之分合：以楊金虎為中心 （页面存档备份，存于）

| 中華民國政府職務 | 中華民國政府職務                             | 中華民國政府職務 |
| ---------------- | -------------------------------------------- | ---------------- |
| 高雄市政府       |                                              |                  |
| 前任： 陳啓川    | 高雄市市長 第六屆 1968年6月2日－1973年2月1日 | 繼任： 王玉雲    |